# Championnats d'Europe de beach-volley 2023
Navigation
Munich 2022 Pays-Bas 2024
Les Championnats d'Europe de beach-volley 2023, trente-et-unième édition des Championnats d'Europe de beach-volley, ont lieu du 2 au 6 août 2023 à Vienne, en Autriche. Les épreuves se tiennent sur la Donauinsel.

## Médaillés
| Épreuve   | Or                                | Argent                               | Bronze                                 |
| --------- | --------------------------------- | ------------------------------------ | -------------------------------------- |
| Messieurs | Suède David Åhman Jonatan Hellvig | Pays-Bas Leon Luini Yorick de Groot  | Ukraine Sergiy Popov Eduard Reznik     |
| Dames     | Suisse Nina Brunner Tanja Hüberli | Espagne Daniela Álvarez Tania Moreno | Allemagne Laura Ludwig Louisa Lippmann |